# Pouteria cuspidata
Pouteria cuspidata är en tvåhjärtbladig växtart som först beskrevs av A.Dc., och fick sitt nu gällande namn av Charles Baehni. Pouteria cuspidata ingår i släktet Pouteria och familjen Sapotaceae.

## Underarter
Arten delas in i följande underarter:
- P. c. cuspidata
- P. c. dura
- P. c. robusta